# Des Teufels Wörterbuch
Des Teufels Wörterbuch – Übersetzungen sind auch unter dem Titel Aus dem Wörterbuch des Teufels erschienen, der Originaltitel ist The Devil's Dictionary – ist eine Kollektion satirischer Aphorismen von Ambrose Bierce aus dem Jahre 1911. Sie versammelt meist schwarzhumorige oder sarkastische Definitionen für rund 1000 Wörter.
Beispielsweise definiert Bierce „Gehirn“ mit: „Ein Organ, mit dem wir denken, dass wir denken“ (original: Brain, n. An apparatus with which we think that we think).

## Geschichte
Ambrose Bierce war seit 1868 –  also lange bevor das Buch erschien – beim News Letter, einer ernsthaften Wochenzeitschrift in San Francisco, Redakteur einer Satirekolumne mit dem Titel The Town Crier. Dort verfasste er Texte voll schwarzen Humors und wurde damit als laughing devil („lachender Teufel“) aus San Francisco bekannt.
Als ihm  ein Jahr später die Themen ausgingen und er ein Webster-Wörterbuch kaufte, kam ihm erstmals der Gedanke, ein satirisches Wörterbuch zu verfassen. Nach seinem dreijährigen Aufenthalt in London schickte Bierce 1875 zwei Bewerbungen unter Pseudonymen ein und fügte 48 satirische Wortdefinitionen hinzu, um seinen alten Arbeitsplatz beim News Letter wiederzubekommen. Er wurde jedoch abgelehnt.
In seiner nächsten Zeitschrift The Argonaut erschienen keine Aphorismen aus Biercens Sammlung; erst nachdem er zur satirischen Wochenzeitschrift The Wasp (Die Wespe) gewechselt war, verfasste er wieder neue Wortdefinitionen, die schnell populär wurden. Von 1881 bis 1886 kamen so 88 Ausgaben mit je 15–20 Definitionen hinzu.
Aufgrund der Popularität veröffentlichte er 1906 das Cynic’s Word Book (Wörterbuch des Zynikers) beim Verlag Doubleday, das etwa 500 Definitionen für Wörter mit Anfangsbuchstaben A bis L umfasste. Weitere 500 Wörter mit den Initialen M bis Z kamen 1911 in der siebten Ausgabe von The Collected Works of Ambrose Bierce (Die gesammelten Werke von Ambrose Bierce) hinzu.
1967 wurde eine erweiterte Version The Devil’s Dictionary von Ernest J. Hopkins veröffentlicht, die auch die Wortdefinitionen von Bierce aus den Wochenzeitungen enthielt.

## Ausgewählte Beispiele
- „Abstinenzler: Ein schwacher Mensch, der der Versuchung erliegt, sich selbst ein Vergnügen zu versagen. Ein Vollabstinenzler hält sich von allem abstinent, außer von Abstinenz, besonders jedoch davon, sich aus andrer Leute Angelegenheiten herauszuhalten.“
(“Abstainer, n. A weak person who yields to the temptation of denying himself a pleasure. A total abstainer is one who abstains from everything but abstention, and especially from inactivity in the affairs of others.”)
- „Absurdität: Eine Meinungsäußerung, die der eigenen Ansicht offenkundig widerspricht.“
(“Absurdity, n. A statement or belief manifestly inconsistent with one's own opinion.”)
- „Bewunderung: Unsere höfliche Anerkennung der Ähnlichkeit des anderen mit uns selbst.“
(“Admiration, n. Our polite recognition of another's resemblance to ourselves.”)
- „Diagnose: Die ärztliche Voraussage des Krankheitsverlaufs, gegründet auf den Pulsschlag und den Geldbeutel des Patienten.“
(“Diagnosis, n. A physician's forecast of the disease by the patient's pulse and purse.”)
- „Diplomatie: Die vaterländische Kunst, zum Wohle des eigenen Landes zu lügen.“
(“Diplomacy, n. The patriotic art of lying for one's country.”)
- „Emanzipation: Der Wechsel eines Sklaven aus der Tyrannei eines anderen unter den Despotismus seiner selbst.“
(“Emancipation, n. A bondman's change from the tyranny of another to the despotism of himself.”)
- „Entscheiden: Dem Übergewicht einer Menge von Einflüssen über eine andere Menge erliegen.”
(“Decide, v.i. To succumb to the preponderance of one set of influences over another set.”)
- „Finanzwesen: Die Kunst oder Wissenschaft, Einkünfte oder Gelder so zu verwalten, dass der Verwalter am meisten davon hat.“
(“Finance, n. The art or science of managing revenues and resources for the best advantage of the manager.”)
- „Roman: Eine aufgebauschte Kurzgeschichte.“
(“Novel, n. A short story padded.”)
- „Ureinwohner: Menschen von geringem Wert, die vor dem Grund und Boden eines neuentdeckten Landes im Wege stehen. Sie sind nicht lange im Wege; danach düngen sie.“
(“Aborigines, n. Persons of little worth found cumbering the soil of a newly discovered country. They soon cease to cumber; they fertilize.”)
- „Wahrheit: Einfallsreiche Vermengung von Wünschbarkeit und Anschein. Wahrheitsfindung ist das einzige Ziel der Philosophie; diese ist die älteste Beschäftigung des menschlichen Geistes und hat gute Aussichten, bis zum Ende der Zeit mit wachsender Betriebsamkeit fortzudauern.“
(“Truth, n. An ingenious compound of desirability and appearance. Discovery of truth is the sole purpose of philosophy, which is the most ancient occupation of the human mind and has a fair prospect of existing with increasing activity to the end of time.”)
- „Zyniker: Ein Schuft, dessen mangelhafte Wahrnehmung Dinge sieht, wie sie sind, statt wie sie sein sollten.“
(“Cynic, n. A blackguard whose faulty vision sees things as they are, not as they ought to be.”)

## Buchausgaben
- Aus dem Wörterbuch des Teufels. Mit einem Nachwort von Hugo Loetscher und Illustrationen von Willi Rieser. Sanssouci, Zürich 1964 DNB 115511474.
- Aus dem Wörterbuch des Teufels. Auswahl, Übersetzung und Nachwort von Dieter E. Zimmer. Insel (IB 890), Frankfurt am Main 1966; Taschenbuch ebd. 1980, ISBN 3-458-32140-3
- From The Devil’s Dictionary – Aus dem Wörterbuch des Teufels. Übersetzung und Nachwort von Richard Fenzl, Zweisprachig. dtv, München 1981 / 1988, ISBN 3-423-09183-5.
- Des Teufels kleines Wörterbuch. Seinen Klauen entrissen und ins Deutsche übertragen von Hans Petersen. Eulenspiegel, Berlin 1984, ISBN 3-359-00058-7
- Des Teufels Wörterbuch. Wort-Schätze. Neu übersetzt von Gisbert Haefs. Haffmans, Zürich 1986 (Werke in vier Bänden, Band 1), ISBN 3-251-20025-9; Manesse, Zürich 2013, ISBN 978-3-7175-2304-8 (und zahlreiche andere Lizenzauflagen).
- The Devil’s Dictionary. Illustrated by Ralph Steadman. Bloomsbury, London 2008, ISBN 978-0-7475-9410-9 (aktuelle Originalausgabe).